# Röszke
Röszke es una villa situada en el distrito de Szeged, en el condado de Csongrád-Csanád, Hungría. Tiene una población estimada, a inicios de 2022, de 3390 habitantes.
Abarca un área de 36.63 km².

## Frontera con Serbia
La localidad se encuentra a 3 km de la frontera con Serbia por la autopista M5, siendo Horgoš la primera zona urbana del país eslavo.
La zona es conocida por ser parte de la denominada "Ruta de los Balcanes" en la que varios refugiados acampan en su intento por huir de la guerra civil siria y de la banda terrorista Estado Islámico (ISIS o DAESH).